# Dvärgstormsvala
Dvärgstormsvala (Hydrobates microsoma) är en fågel i familjen stormsvalor inom ordningen stormfåglar som förekommer utanför västra Mexikos och sydvästra USA:s kust.

## Utseende
Dvärgstormsvalan är med en kroppslängd på inte ens 15 cm som namnet avslöjar den minsta stormsvalan utmed Stillahavskusten, tydligt mindre än kalifornienstormsvala (Hydrobastes homochroa) och mycket mindre än svart stormsvala (H. melania). Den senare har djupa vingslag som dvärgstormsvalan, dock inte lika snärtigt och fladdermuslikt. I fjäderdräkten är dvärgstormsvalan helmörk, med kort och karakteristiskt kilformad stjärt. Tvärs över vingarna syns ett rätt svagt blekare diagonalt band. Vingarna är långa och smala, och hålls framåt.

## Läten
Lätena är svagare och mindre gnissliga än de hos svart stormsvala.

## Utbredning
Fågeln häckar på öar utanför halvön Baja California. Pelagiskt sträcker sig utbredningsområdet så långt söderut som allra nordligaste Peru. Den är vidare en ovanlig och oregelbunden besökare utmed Kaliforniens kust, från augusti till oktober.

## Systematik
Genetiska studier visar att dvärgstormsvalan är systerart till vitgumpad stormsvala (H. tethys). Arten behandlas som monotypisk, det vill säga att den inte delas in i några underarter.

### Släktestillhörighet
Tidigare placerades arten i släktet Oceanodroma. DNA-studier visar dock att stormsvalan (Hydrobates pelagicus) är inbäddad i det släktet. Numera inkluderas därför arterna Oceanodroma i Hydrobates, som har prioritet.

## Levnadssätt
Dvärgstormsvalan är havslevande och ses ofta långt från land. Den lever av små djurplankton, framför allt langustlarver. Häckningen inleds i juni eller juli i kolonier på småöar där den placerar sitt bo i klippskrevor.

## Status och hot
Arten har ett stort utbredningsområde och en stor population, men tros minska i antal till följd av predation från invasiva arter, dock inte tillräckligt kraftigt för att den ska betraktas som hotad. Internationella naturvårdsunionen IUCN kategoriserar därför arten som livskraftig (LC). 2004 uppskattades världspopulationen till hundratusentals individer, möjligen miljoner.